# Usuki
Usuki (jap. 臼杵市 Usuki-shi) – miasto położone w Japonii, w prefekturze Ōita, w północno-wschodniej części wyspy Kiusiu.

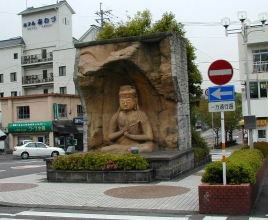
Usuki, widok od wejścia do stacji

Miasto graniczy z miastami Ōita, Saiki, Tsukumi i Bungo-ōno, od wschodu graniczy z kanałem Bungo. Miasto otacza zatokę Usuki z półwyspem Saganoseki na północy i półwyspem Nagame na południu. W obrębie zatoki znajdują się wyspy Kuroshima i Tsukumi.
Miasto zostało założone 1 kwietnia 1950 roku. 31 marca 1954 roku wiele miasteczek zostało włączone w obręb miasta. 1 stycznia 2005 roku miasteczko Notsu zostało włączone do miasta.

## Populacja
Zmiany w populacji Usuki w latach 1970–2015:
| Rok  | Populacja |
| ---- | --------- |
| 1970 | 52 434    |
| 1975 | 50 872    |
| 1980 | 51 302    |
| 1985 | 51 086    |
| 1990 | 48 754    |
| 1995 | 46 830    |
| 2000 | 45 486    |
| 2005 | 43 352    |
| 2010 | 41 469    |
| 2015 | 38 768    |

## Miasta partnerskie
- Kandy (od 27 lutego 1967)
- Dunhuang (od 27 września 1994)